# Baptiste Jouty
Baptiste Jouty, né le 28 octobre 1991 à Chambéry, est un biathlète français.

## Carrière
Licencié au club des Sports de la Feclaz, Baptiste Jouty commence sa carrière internationale en participant aux Championnats du monde junior en 2010.
En fin d'année 2013, il fait ses débuts dans la Coupe du monde à Östersund, où il parvient à marquer des points avec une treizième place sur le sprint. Compétiteur dans l’âme, il progresse au fil des compétitions et décroche plusieurs médailles d’or en Coupe d’Europe de biathlon : d’abord en relais en 2013, puis deux fois en sprint en 2014 comptant pour l'IBU Cup à Obertillach, et enfin en relais mixte en 2015 à Canmore, au Canada. 
En 2017, il remporte ses premiers titres de champion du monde universitaire lors de l'Universiade d'hiver de 2017 à l'individuel et en mass-start. Également soldat de réserve, Baptiste décroche une nouvelle médaille quelques jours plus tard, cette fois en argent, aux Jeux mondiaux militaires d'hiver à Sotchi, en Russie. Il s'agit de sa dernière saison active au niveau mondial.
Il a étudié à l'Université Savoie-Mont-Blanc.

## Palmarès

### Coupe du monde
- Meilleur classement général : 75e en 2014.
- Meilleur résultat individuel : 13e.

#### Différents classements en Coupe du monde
| Année     | Classement général final | Sprint | Poursuite | Individuel | Mass start |
| 2013-2014 | 75e                      | 57e    | -         | -          | -          |

### IBU Cup
- 2 victoires.